# Henry Owens (baseball, 1979)
Pour l'autre lanceur de baseball du même nom, voir Henry Owens.
Henry Jay Owens (né le 23 avril 1979 à Miami, Floride, États-Unis) est un lanceur droitier de baseball ayant joué dans la Ligue majeure de baseball. 
Il signe son premier contrat professionnel en 2001 avec les Pirates de Pittsburgh et, après 4 saisons de ligues mineures avec leurs clubs affiliés, passe aux Mets de New York en 2004. Il fait ses débuts dans le baseball majeur avec les Mets le 7 juillet 2006. Avec le lanceur droitier Matt Lindstrom, Owens est échangé aux Marlins de la Floride contre le lanceur gaucher Jason Vargas le 20 novembre 2006. Après 4 manches lancées en 3 sorties comme releveur des Mets en 2006, Owens est envoyé 22 fois au monticule dans le même rôle par les Marlins en 2007, et il maintient sa moyenne de points mérités à 1,96 en 23 manches lancées. Des blessures à l'épaule droite précipitent la fin de sa carrière et il est suspendu pour dopage en novembre 2008, alors qu'il est confiné aux ligues mineures.
Henry Owens a joué au total 25 matchs dans le baseball majeur. Il affiche une moyenne de points mérités de 3,00 en 27 manches lancées, avec deux victoires, aucune défaite, 4 sauvetages et 18 retraits sur des prises pour 14 buts-sur-balles accordés.